# Gersdorf (Saxônia)
Gersdorf é um município da Alemanha, situado no distrito de Zwickau, no estado da Saxônia. Tem 9,70 km² de área, e sua população em 2019 foi estimada em 3.938 habitantes.